# キム・キミン
キム・キミン（朝: 김 기민、1982年9月17日 - ）は、韓国出身の歌手、俳優、タレントである。身長は183cm、血液型はB型。所属事務所はCAPエンターテイメント所属。カロスエンターテイメントに所属していた。

## 来歴
KPOP LIVEにてステージデビューした。SOSのリーダーを務めた。2012年6月にドキュメンタリー映画「コリスタTHE MOVIE」に出演した。2014年に「第4回東京ボーイズコレクション」（赤坂BLITZ）にて、モデルとして出演した。「第5回東京ボーイズコレクション」（代々木体育館）にアーティスト出演した。2015年に「第6回東京ボーイズコレクション」に出演した。

## 人物
趣味は語学勉強、特技は歌、ダンス、暗記。

## 出演

### テレビ番組
- サンデージャポン（TBS）
- はなまるマーケット（TBS）
- バカなフリして聞いてみた（日本テレビ）
- ザキロバ（名古屋テレビ）
- エンタメ～てれ DRAGON PROJECT
- ケーブルテレビ コリスタ
- K-POPアイドル!登龍門（テレビ神奈川、TVC）
- 韓c（ホームドラマチャンネル）
- モーニングバード（テレビ朝日）

### ラジオ番組
- InterFM（MC担当）
- ニッポン放送
- TBSラジオ
- FM KOBE
- NHK-FM（インタビュー）

### イベント・ライブ
- 2011年
  - 6月14日 - K-POP LIVE in Akasaka（赤坂BLITZ）
  - 7月26日 - がんばろう日本チャリティーイベント（渋谷CCレモンホール）
  - 9月24日 - K-POP CANCE in Shinjyuku（新宿BLAZE）
  - 12月20日 - コリスタプレミアムライブ（渋谷マウントレーニアホール）
- 2012年12月30日 - K-POP in 日本橋 End of Party!（MC兼任）
- 2014年3月18日 - 第4回東京ボーイズコレクション（赤坂BLITZ）[2]
- 2015年3月12日 - 第6回東京ボーイズコレクション[3]

### 雑誌
- 韓流スターに逢える 絶対欲しいK-GOODS
- フリーペーパーcocofun
- k-BOY LOVERS

### 新聞
- 東京新聞
- 日本経済新聞
- 毎日新聞
- 読売新聞
- 産経新聞